# هربرت مایر (بازیکن فوتبال)
هربرت مایر (انگلیسی: Herbert Meyer؛ زادهٔ ۱۲ ژوئن ۱۹۴۸) بازیکن فوتبال اهل آلمان است.
از باشگاه‌هایی که در آن بازی کرده‌است می‌توان به باشگاه فوتبال کیکرز اوفنباخ، باشگاه فوتبال بروسیا دورتموند، باشگاه ورزشی وردر برمن، و باشگاه فوتبال هانوفر ۹۶ اشاره کرد.